# Џулија Луј Драјфус
Џулија Луј-Драјфус (енгл. Julia Louis-Dreyfus; Њујорк, 13. јануар 1961) америчка је глумица, комичарка и продуценткиња најпознатија по улогама у ситкомима Сајнфелд, Нове авантуре старе Кристине и Потпредседница у којој наступа од априла 2012. године.
Почетком осамдесетих била је члан импровизационе позоришне групе The Practical Theatre Company из Чикага и привукла је пажњу аутора скеч-комедије Уживо суботом увече у којој је наступала од 1982. године до 1985. године. Прославила се током деведесетих улогом Елејн Бенис у серији Сајнфелд, једном од најуспешнијих ситкома свих времена. Такође је позната по улози Кристине Кембел у серији Нове авантуре старе Кристине и Селине Мајер у серији Потпредседница која се тренутно емитује на каналу Ејч-Би-Оу.
Филмској публици позната је по улогама у драмама Хана и њене сестре и Хари ван себе Вудија Алена, те у комедијама Најлуђи Божић и Све смо рекли. Такође је позајмљивала глас у анимираним филмовима Живот буба и Авиони.
Џулија Луј-Драјфус била је номинована за шест Златних глобуса од којих је освојила једног. Једна је од најноминованијих глумица у историји доделе Емија са 18 номинација и пет освојених награда. Такође је била номинована за шест Награда Удружења америчких глумаца, пет Награда америчких комичара и две Награде Удружења телевизијских критичара. Године 2010. добила је звезду на Холивудској стази славних, а 2014. године примљена је у Телевизијску кућу славних.

## Биографија
Џулија Скарлет Елизабет Луј Драјфус рођена је у Њујорку 13. јануара 1961. Њена мајка, рођена у Америци, Џудит (рођена Лефевер), била је списатељица и учитељица са посебним потребама, а њен отац, рођен у Француској, Жерард Луј-Драјфус, председавао је компанијом Луј-Драјфус. Њен деда по оцу, Пјер Луј-Драјфус, био је председник Луј Драјфус групе, био је члан јеврејске породице из Алзаса и служио је као коњички официр и члан француског покрета отпора током Другог светског рата. Она је такође пра-праунука Леополда Луја-Драјфуса, који је 1851. основао Луј Драјфус групу, француски конгломерат робе и транспорта, који чланови њене породице још увек контролишу; и у далекој је вези са Алфредом Драјфусом из злогласне афере Драјфус. Њена бака по оцу рођена је у САД, делимично мексичког порекла и католкиња; током 1940-их преселила је Џулијиног оца у Америку из Француске.
Године 1962, годину дана након Луј-Драјфусиног рођења, њени родитељи су се развели. Након што се преселила у Вашингтон, када је Џулија имала четири године, њена мајка се удала за Л. Томпсона Боулса, декана Медицинског факултета Универзитета Џорџ Вашингтон; Луј-Драјфус је добила полусестру Лорен Боулс, такође глумицу. Због рада њеног очуха у пројекту ХОПЕ, Луис-Драјфус је провела детињство у неколико држава и земаља, укључујући Колумбију, Шри Ланку и Тунис. Завршила је женску гимназију Холтон-Армс у Бетесди 1979. Касније је рекла: "Постојале су ствари које сам радила у школи за које бих, да је било дечака у учионици, била мање мотивисана. На пример, била сам председница почасног друштва."
Луј-Драјфус је похађала Универзитет Нортвестерн у Еванстону, где је била члан сестринства Делта Гама. Студирала је позориште и наступала у представи Ми-јау, ревији импровизације и скечеве комедије коју су водили студенти, пре него што је напустила школу током прве године да би се запослила у серији Уживо суботом увече. 2007. године добила је звање почасног доктора уметности на Универзитету Нортвестерн.

## Каријера
Луј-Драјфус је постала чланица глумачке екипе у емисији Суботом увече уживо од 1982. до 1985. године, као најмлађи женски члан у историји програма у то време. У том периоду, појавила се заједно са неколико глумаца који су касније постали истакнути, као што су Еди Марфи, Џим Белуши, Били Кристал и Мартин Шорт. Током своје треће и последње године упознала је писца Ларија Дејвида током његове једине године у емисији. Луј-Драјфус је прокоментарисала да је њен кастинг био „искуство Пепељуге да иде на лопту“; међутим, она је такође признала да је понекад било прилично напето, наводећи да „није знала како да се креће водама шоу бизниса уопште, а посебно да ради скеч-комедију уживо“.
Након њеног одласка из SNL-а 1985., Луј-Драјфус се појавила у неколико филмова, укључујући Хана и њене сестре Вудија Алена (1986) и Најлуђи Божић (1989).

### 1990-1998
Почетком 1990-их, Луј-Драјфус је постала позната по улози Елејн Бенес у Сајнфелду. Улогу је играла девет сезона. У коментару на ДВД пакету откривено је да је додатак женског лика био услов за серију. Луј-Драјфус је освојила улогу у односу на неколико других глумица које су такође на крају уживале у ТВ успеху, укључујући Патришу Хитон и Меган Мулоли. Луј-Драјфус је добила признање критике за своју улогу у серији, а била је редован победник и номинован на телевизијским наградама током 1990-их. Њена улога донела јој је две номинације за Златни глобус, победивши једном 1994. године, девет номинација за награду Удружења глумаца, освојивши једну 1995. и две 1997. и 1998. и седам Америчких награда за комедију, освојивши пет пута 1993., 1994., 1994. 1997. и 1998. 1996. освојила је  Еми награду за најбољу споредну глумицу у хумористичној серији, награду за коју је била номинована у седам наврата од 1992. до 1998. 1998. Џери Сејнфелд је одлучио да прекине серију после девет сезона. Финале серије емитовано је 14. маја и био је један од најгледанијих ТВ догађаја у историји, са преко 76 милиона гледалаца.

### 1998-2004
Током 1998. године, снимила је њен први анимирани филм Живот буба у Дизнијевој дистрибуцији. Такође је играла Плаву вилу у Дизнијевом ТВ филму Ђепето.
Након неколико година одсуства од редовног ТВ посла, Луј-Драјфус је започела нови ситком, Посматрајући Ели, који је премијерно приказан у фебруару 2002. Серију је креирао супруг Бред Хол, а глумили су Стив Карел и њена полусестра Лорен Боулс. Почетна премиса емисије била је да се гледаоцима представи „делић живота“ из збивања и догађаја из живота Ели Ригс, џез певачице из јужне Калифорније. Прва сезона укључивала је 22-минутно одбројавање које се дигитално чува у доњем левом углу екрана, што су многи критичари критиковали, тврдећи да је бескорисно и да „ништа није урадило за серију“. Све у свему, серија је добила мешовите критике, али је снажно дебитовала са преко 16 милиона гледалаца који су пратили премијеру серије, и задржала просечну публику од око 10 милиона гледалаца недељно.

### 2005-2010
Године 2005. Луј-Драјфус је добила главну улогу у новом ситкому Нове авантуре старе Кристине. Серију и њен концепт креирао је писац и продуцент серије Вил и Грејс, Кари Лизер. Серија је испричала причу о Кристин Кембел, самохраној мајци која успева да одржи фантастичан однос са својим бившим мужем док води женску теретану. Серија је дебитовала у марту 2006. године пред публиком од 15 милиона и у почетку је била победник гледаности мреже. Луј-Драјфус је добила награду Еми 2006. за најбољу главну глумицу у хумористичној серији за своју улогу у првој сезони. Позивајући се на клетву, изјавила је у свом говору: "Ја нисам неко ко заиста верује у клетве, али проклињи ово, душо!". Током серије, добила је пет узастопних номинација за награду Еми, три узастопне номинације за награду Сателит, две номинације за награду Удружења глумаца и номинацију за награду Златни глобус. Такође је 2007. године добила две номинације за Награду по избору због повратка популарности.

### 2011-2019
У мају и јуну 2011. Луј-Драјфус се удружила са супругом Бредом Холом за свој први кратки филм, Picture Paris. Ово је био први пут да је пар сарађивао од њихове комедије из раних 2000-их Посматрајући Ели. Хол је написао и режирао филм, док је Луј-Драјфус играла главну улогу обичне жене са изузетном опсесијом градом Паризом. Филм је премијерно приказан 29. јануара 2012. на Међународном филмском фестивалу у Санта Барбари и добио је знатна признања критике. Своју телевизијску премијеру на HBO-у имао је 17. децембра 2012. године.
Почетком 2011. HBO је потврдио да је Луј-Драјфус добила главну улогу потпредседнице САД Селине Мајер у новој сатиричној хумористичној серији под називом Потпредседница. Серија је наручена за прву сезону од осам епизода. Најављено је да ће поред главне улоге Луј-Драјфус бити и продуцент серије. Припремајући се за своју улогу, Луј-Драјфус је разговарао са два бивша потпредседника, укључујући Ал Гора, сенаторима, састављачима говора, шефовима штабова разних канцеларија и распоредницима. Луј-Драјфус је похвалила HBO што је дозволио глумцима и екипи да се укључе у "дуготрајан предпродукцијски процес", који је укључивао период пробе од шест недеља пре почетка снимања. Прва сезона је снимљена у јесен 2011. године, у Балтимору, а премијера серије 22. априла 2012.
За своју улогу у Потпредседници, Луј-Драјфус је добила неколико признања, а посебно шест узастопних награда Еми за најбољу главну глумицу у хумористичној серији од 2012. до 2017. године. Њене награде Еми за Потпредседницу, након претходних победа за Сајнфелд и Нове авантуре старе Кристине, резултирале су тиме да је постала једина жена која је освојила глумачку награду за три одвојене хумористичке серије. Њена шеста победа за најбољу главну глумицу у хумористичкој серији у 2016. премашила је рекорд који су претходно држале Мери Тајлер Мур и Кендис Берген за највише победа у тој категорији. Године 2017. њена шеста узастопна победа и осма глумачка победа у укупном поретку учиниле су је глумицом са највише Емија за исту улогу у истој серији (премашивши Кендис Берген и Дона Нотса) и ставила је у изједначење са Клорис Личман. Такође је била номинована као један од продуцента за награду Еми за најбољу хумористичку серију од 2012. до 2014. године, али је серијал у сва три наврата изгубио од Модерне породице. Међутим, освојила главну награду од 2015. до 2017. године. Такође је била пет пута номинована за Телевизијску награду по избору критичара, освојивши два пута 2013. и 2014. године, десет номинација за награду Удружења глумаца, освојивши два пута 2014. и 2017. године и пет номинација за награду Удружења телевизијских критичара, освојивши једном у 2014. години. Додатно је добила пет номинација за награду Сателит и пет узастопних номинација за Златни глобус.

### 2020-данас
Луј-Драјфус је играла у комедији-драми Downhill, поред Вила Ферела. Филм је премијерно приказан на Санденс филмском фестивалу 2020. године, а у биоскопима је приказан 14. фебруара исте године. Затим је дала глас мајци вилењакињи из предграђа у филму Напред са Томом Холандом и Крисом Пратом. У јануару 2020. је потписала вишегодишњи уговор са Apple TV+. Према уговору, она ће развијати нове пројекте за Apple TV+ као извршни продуцент и звезда. Следеће године се појавила у  серији Фалкон и Зимски војник (2021) као Валентина Аллегра де Фонтаине, чија је радња смештена у Марвелов филмски универзум, иако је првобитно требало да дебитује у филму Црна удовица. Поновила је улогу у филму Црни пантер: Ваканда заувек (2022).

## Лични живот
Луј-Драјфусова полусестра по мајци, Лорен Боулс, такође је глумица. Она такође има две полусестре по оцу, Фиби и Ему, од којих је потоња умрла у августу 2018.
Удата је за колегу Бреда Хола још од 1987. Заједно имају 2 сина, Чарлија и Хенрија. Хенри је кантаутор, а Чарли је глумац.

## Филмографија
| Филмови             |                              |               |                                |                                    |
| Година              | Српски назив                 | Изворни назив | Улога                          | Напомене                           |
| 1986.               | Трол                         |               | Џанет Купер                    |                                    |
| 1986.               | Хана и њене сестре           |               | Мери                           |                                    |
| 1986.               | Црн у души                   |               | Лиза Стимсон                   |                                    |
| 1989.               | Најлуђи Божић                |               | Марго Честер                   |                                    |
| 1993.               | Медвед Џек                   |               | Пеги Етингер                   |                                    |
| 1994.               | Норт                         |               | Нортова мајка                  |                                    |
| 1997.               | И ја сам твој тата           |               | Кари Лоренс                    |                                    |
| 1997.               | Хари ван себе                |               | Лесли                          |                                    |
| 1998.               | Живот буба                   |               | Ата                            | глас                               |
| 2013.               | Авиони                       |               | Рошел                          | глас                               |
| 2013.               | Све смо рекли                |               | Ева                            |                                    |
| 2020.               | Напред                       |               | Лорел Лајтфут                  | глас                               |
| 2021.               | Црна Удовица                 |               | Валентина Алегра де Фонтејн    | камео                              |
| 2022.               | Црни Пантер: Ваканда заувек  |               | Валентина Алегра де Фонтејн    |                                    |
| 2025.               | Громовници*                  |               | Валентина Алегра де Фонтејн    |                                    |
| Телевизијске серије |                              |               |                                |                                    |
| 1982—1985.          | Уживо суботом увече          |               | разни ликови                   | 57 епизода                         |
| 1988.               | Породичне везе               |               | Сузан Вајт                     | епизода                            |
| 1988—1989.          | Из дана у дан                |               | Ејлин Свифт                    | 33 епизода                         |
| 1990—1998.          | Сајнфелд                     |               | Елејн Бенис                    | 177 епизода                        |
| 1999.               | Животињска фарма             |               | Моли                           | ТВ филм, глас                      |
| 2000.               | Ђепето                       |               | плава вила                     | ТВ филм                            |
| 2000.               | Без одушевљења, молим        |               | Џулија Луј-Драјфус/Елејн Бенис | 8 епизода                          |
| 2001.               | Симпсонови                   |               | Глорија                        | 3 епизоде                          |
| 2002—2003.          | Посматрајући Ели             |               | Ели Ригс                       | 19 епизода, такође продуценткиња   |
| 2004—2005.          | Ометени у развоју            |               | Меги Лајзер                    | 4 епизоде                          |
| 2006—2010.          | Нове авантуре старе Кристине |               | Кристина Кембел                | 88 епизода, такође продуценткиња   |
| 2010.               | Телевизијска посла           |               | Лиз Лемон                      | епизода                            |
| 2012—2019           | Потпредседница               |               | Селина Мајер                   | главна улога, такође продуценткиња |
| 2012.               | Интернет терапија            |               | Шевон Хејг                     | епизода                            |
| 2021.               | Фалкон и Зимски војник       |               | Валентина Алегра де Фонтејн    | 2 епизоде                          |